# Kaiyuan (Honghe)
Kaiyuan léase Kái-Yuán (en chino:开远市, pinyin: Kāiyuǎn shì) es un municipio bajo la administración directa de la prefectura autónoma de Honghe. Se ubica al sur de la provincia de Yunnan, sur de la República Popular China. Su área es de 1946 km² y su población total para 2010 fue +300 mil habitantes.

## Administración
El municipio de Kaiyuan se divide en 7 pueblos que se administran en 2 subdistritos, 2 poblados y 3 villas.